# 南利河
南利河又称普梅河，流经中国云南省东南部和越南西北部，是盘龙河（泸江）左岸支流。发源于中国云南文山州砚山县县城江那镇以南的姑娘山，蜿蜒南流至盘龙彝族乡翁达村观音洞流入地下，暗河长3千米，出流后经砚山县八嘎乡称八嘎河，东南流至八嘎乡三星村转东流，进入西畴县，经西畴县鸡街乡称鸡街河，经广南县和麻栗坡县边界称“大河”，转南流成为麻栗坡县和富宁县界河，始称“南利河”。南利河在富宁县木央镇西南成为中越两国界河（界河段长16.4千米），于富宁县田蓬镇西北出国境流入越南，南利河在越南境内称儒桂河，于宣光市以北汇入盘龙河（泸江）。南利河中国境内河长185.7千米，落差1386.8米，流域面积3716.6平方千米（不含单独出境的支流）。流域内喀斯特峰从、洼地与地下暗河发育。